# Ruyigi (Provinz)
Ruyigi ist eine Provinz von Burundi. Sie liegt im Osten des Landes und grenzt an Tansania. Ihre Hauptstadt heißt ebenfalls Ruyigi.
2007 hat Ruyigi etwa 387.000 Einwohner.
Ruyigi ist in die sieben Distrikte (communes) Butaganzwa, Butezi, Bweru, Gisuru, Kinyinya, Nyabitsinda und Ruyigi eingeteilt.